# Wouter D'Haene
Wouter D'Haene (Kortrijk, 5 mei 1982) is een  Belgisch kajakker.

## Levensloop
D'Haene behaalde samen met Bob Maesen zilver op de wereldkampioenschappen van 2003 in de K2 - 1000 meter. Hierdoor mocht het duo deelnemen aan de Olympische Zomerspelen van 2004, alwaar ze vijfde werden in de finale van de K2 1000 meter.
In 2008 werd D'Haene zevende tijdens het Europees kampioenschap op de K1-1000 m, voor het IOC voldoende om naar Peking te mogen. Het BOIC eiste een plaats bij de eerste zes en hield D'Haene thuis. Hij daagde het BOIC daarom voor de rechter. Volgens zijn advocaat had het BOIC geen enkele reden om de internationale limieten nog strenger te maken. De Brusselse kortgedingrechter ging daar echter niet op in, mede omdat de aanvraag van D'Haene zo laat kwam en de ICF de voor België bestemde plaatsen intussen al aan andere landen had toegekend.

## Palmares
2003
- K2 1000m Wereldkampioenschap samen met Bob Maesen

2004
- 5e K2 1000m  OS met Bob Maesen

2006
- 9e 1000m WK met Bob Maesen

2007
- 7e B-finale 1000m WK

2008
- 7e 1000m EK

2009
- 6e 1000m EK

2010
- 7e halve finale K2 200m WK met Maxime Richard

2011
- 7e 1000m B-finale